# مدرسة هدايت
مدرسة هدايت هي مدرسة تاريخية تعود إلى القاجاريون، وتقع في أرومية.